# 环壬四烯
环壬四烯，是九个碳的环状四烯烃，分子式为C9H10。环壬四烯不具芳香性，而且受多余 -CH2- 基团的影响，分子中的环也不为平面结构。